# Saaremaa (comune)
Saaremaa è un comune dell'Estonia nella contea di Saaremaa. È il più grande comune dell'Estonia per superficie. Il centro amministrativo del comune è la sua unica città, Kuressaare.
Il comune è nato nel 2017 dalla fusione dei 12 comuni dell'isola omonima: Kuressaare, Kihelkonna, Lääne-Saare, Laimjala, Leisi, Mustjala, Orissaare, Pihtla, Pöide, Salme, Torgu, Valjala.